# Juan Castillo Grandjean
Juan Castillo (Callao, Perú; 22 de agosto de 1924-27 de abril de 1984) fue un futbolista peruano que jugaba como centrocampista. Hizo la mayor parte de su trayectoria en el Club Atlético Chalaco de la Primera División del Perú.

## Trayectoria
Se inició en las divisiones menores de KDT Nacional y luego pasó al primer equipo de ese club en la Liga del Callao. Tras un breve paso por Progresista Apurímac en la Segunda División 1943, al año siguiente pasó a Atlético Chalaco de la Primera División del Perú donde fue campeón del torneo de 1947 siendo titular como half derecho. Al año siguiente logró el subtítulo del campeonato de 1948 con el cuadro rojiblanco.
En 1949 emigró a Colombia durante la época denominada "El Dorado" e integró el equipo de Independiente Medellín que contaba con 12 futbolistas peruanos y fue conocido como "La Danza del Sol".
Regresó a Perú en 1951 para jugar nuevamente en Atlético Chalaco y se retiró en 1957 en Carlos Concha.

## Clubes
| Club                   | País     | Año         |
| ---------------------- | -------- | ----------- |
| KDT Nacional           | Perú     | 1940 - 1942 |
| Progresista Apurímac   | Perú     | 1943        |
| Atlético Chalaco       | Perú     | 1944 - 1948 |
| Independiente Medellín | Colombia | 1949 - 1950 |
| Atlético Chalaco       | Perú     | 1951        |
| Carlos Concha          | Perú     | 1953 - 1957 |

## Selección nacional
Fue internacional con la Selección de fútbol del Perú en 5 partidos entre 1947 y 1953. Hizo su debut con la camiseta nacional durante el Campeonato Sudamericano 1947 en el empate por 2-2 ante Paraguay el 6 de diciembre de ese año. Anotó su único gol con la selección en el mismo torneo en el triunfo por 2-0 ante Bolivia.

### Participaciones en Copa América
| Copa América                 | Sede    | Resultado |
| ---------------------------- | ------- | --------- |
| Campeonato Sudamericano 1947 | Ecuador | Quinto    |

## Palmarés

### Títulos nacionales
| Título           | Club             | País | Año  |
| ---------------- | ---------------- | ---- | ---- |
| Primera División | Atlético Chalaco | Perú | 1947 |